# Эврийская соборная мечеть
Эврийская соборная мечеть (фр. Mosquée d'Évry-Courcouronnes) — мечеть в Эври (департамент Эссонна, Франция). Является одной из самых больших мечетей в Европе. При мечети есть культурный центр.

## История
Процесс строительства был начат в начале 1980-х, но из-за скудного финансирования заглох. Скромные результаты этих усилий привели к поиску дополнительного финансирования от стран Персидского залива. Саудовский Шейх Акрам Ааджа выделил нужное количество средств, и вопрос с поиском финансирования был закрыт. В 1984 был заложен первый камень, и строительные работы начались в 1985. Внутреннее художественное оформление финансировалось фондом Хасана II.
Мечеть была открыта десять лет спустя, в 1995. Это была работа архитектора Генри Бодота, который построил несколько зданий в Алжире и Тунисе.